# Paul Deichmann
Paul Deichmann (* 27. August 1898 in Fulda; † 10. Januar 1981 in Hamburg) war ein deutscher General der Flieger im Zweiten Weltkrieg.

## Leben

### Herkunft
Deichmann war der Sohn eines Gärtnereibesitzers. Der Großvater väterlicherseits war als preußischer Hauptmann an den Folgen des Deutsch-Französischen Krieges gestorben.

### Militärkarriere
Er trat nach dem Besuch des Kadettenkorps während des Ersten Weltkriegs am 29. März 1916 als Fähnrich in das Füsilier-Regiment „Königin“ (Schleswig-Holsteinisches) Nr. 86 der Preußischen Armee ein. Im Juli 1917 kam Deichmann als Leutnant zur Fliegertruppe und ließ sich dort zum Beobachter ausbilden. Für sein Wirken während des Krieges erhielt er beide Klassen des Eisernen Kreuzes, das Flugzeugbeobachter-Abzeichen, das Hanseatenkreuz Hamburg sowie das Verwundetenabzeichen in Schwarz.
Nach Kriegsende schloss Deichmann sich einem in Kurland kämpfenden Freikorps an, wurde im Mai 1920 in die Reichswehr übernommen und war dort zunächst als Zugführer im 3. (Preußisches) Infanterie-Regiment tätig. Am 31. Oktober 1928 schied er offiziell aus der Reichswehr aus, um bis 1931 an dem von der Reichswehr geheim betriebenen Ausbildungsfliegerhorst nahe der russischen Stadt Lipezk tätig zu sein. Im April 1931 kehrte er nach Deutschland zurück und wurde in der Reichswehr als Kompaniechef reaktiviert. 
Ab Oktober 1933 war Deichmann zunächst im Reichsluftfahrtministerium tätig, bevor er am 1. April 1934 als Hauptmann in die neu gegründete Luftwaffe wechselte. Dort übernahm er die Aufgaben eines Referenten im Luftkommandoamt I, bevor er am 1. April 1935 in den Generalstab der Luftwaffe wechselte. Anschließend war er ab dem 1. Oktober 1936 Chef der Führungs-Abteilung, wo er am 1. März 1937 die Beförderung zum Major erhielt. Am 1. Oktober 1937 erhielt er als Gruppenkommandeur die Führung über die II. Gruppe des Kampfgeschwaders 253 übertragen, unter gleichzeitiger Ausübung der Stelle des Kommandanten des Fliegerhorsts Gotha. Nachdem er am 1. Januar 1938 zum Oberstleutnant befördert wurde, wechselte er am 16. Januar 1939 ins Reichsluftfahrtministerium als Chef des Ausbildungswesens der Luftwaffe. Dort blieb er bis zum 20. Juni 1940 und übernahm anschließend die Aufgaben eines Chefs des Stabes des II. Fliegerkorps, das zu dieser Zeit der Luftflotte 3 im Westfeldzug unterstellt war. Nachdem ihn am 20. August 1940 die Beförderung zum Oberst erreichte, nahm sein Fliegerkorps unter der Luftflotte 2 an der Luftschlacht um England teil. Im Folgejahr führte er den Stab des II. Fliegerkorps auch beim Überfall auf die Sowjetunion, als dieses der Luftflotte 2 im Mittelabschnitt der Front unterstellt war. Für seine Führungsleistung erhielt er am 20. April 1942 das Deutsche Kreuz in Gold und am 1. August 1942 die Beförderung zum Generalmajor. Danach wechselte er auf den Posten des Chef des Stabes der Luftflotte 2 die zu diesem Zeitpunkt im Mittelmeerraum eingesetzt wurde. Am 26. Juni 1943 übernahm er die 1. Fliegerdivision als Kommandeur, die zu diesem Zeitpunkt an der Ostfront unter dem Kommando der Luftflotte 6 im Mittelabschnitt stand. Aber schon am 8. November 1943 wechselte er als Kommandierender General zum I. Fliegerkorps der Luftflotte 4 im Süden der Ostfront, wo er am 26. März 1944 des Ritterkreuz des Eisernen Kreuzes erhielt und am 20. Mai 1944 zum Generalleutnant befördert wurde. Aus unbekannten Gründen wurde er am 26. Juni 1944 von seinem Kommando abgezogen und bis zum 4. April 1945 nicht mehr verwendet. Anschließend übernahm er die 18. Fliegerdivision der Luftflotte 4 und erhielt am 20. April 1945 die Beförderung zum General der Flieger, bevor er am 27. April 1945 Oberbefehlshaber des Luftwaffenkommandos 4 wurde. Nach der bedingungslosen Kapitulation der Wehrmacht geriet er am 15. Juni 1945 in US-Kriegsgefangenschaft, aus der er am 22. Dezember 1947 wieder entlassen wurde.
In den 1950er Jahren erarbeitete er mehrere Studien für die USAF über die deutsche Luftwaffe. Dafür erhielt er am 31. Dezember 1963 den Air University Award.

## Werke
- Der Chef im Hintergrund. Ein Leben als Soldat von der preußischen Armee bis zur Bundeswehr. Stalling 1979, ISBN 3-7979-1358-3.